# Ма Буфан
Ма Буфан (кит. упр. 马步芳, пиньинь Mǎ Bùfāng, 1903 — 1975) — китайский полевой командир из числа «Северо-западных Ма». Ма Буфан по национальности —дунганин.

## Биография
Ма Буфан, как и его старший брат и соратник Ма Буцин, родился в посёлке Монигоу (漠泥沟乡) на территории современного уезда Линься Линься-Хуэйского автономного округа. Он расположен в предгорьях Тибетско-Цинхайского плато, в 35 км к юго-западу от «маленькой Мекки» китайских мусульман, города Хэчжоу (ныне Линься), недалеко от современной границы с провинцией Цинхай. Отец братьев Ма, Ма Ци, был одной из наиболее значительных фигур региона: сподвижник известного цинского мусульманского генерала Ма Аньляна, он принимал активное участие в войнах и междоусобицах северо-западного Китая, последовавших после свержения самодержавия в 1911 году, и с 1915 года управлял Цинхаем, сначала от имени пекинской Бэйянской клики, а потом от имени нанкинского гоминьдановского правительства Чан Кайши.
Во время милитаристских войн в Китае Ма Буфан поддерживал Фэн Юйсяна, однако во время войны центральных равнин сменил сторону и присоединился к Чан Кайши. В 1936 году, следуя приказу Чан Кайши, войска Ма Буфана, вместе с войсками Ма Чжунъина из Ганьсу и войсками Ма Хункуя и Ма Хунбина из Нинся, уничтожили основные силы колонны Чжан Готао, отделившейся от основных сил китайской красной армии во время Великого похода и пытавшейся прорваться в Синьцзян. В результате, опираясь на поддержку партии Гоминьдан и своего дяди Ма Линя, Ма Буфан в 1937 году стал фактическим правителем провинции Цинхай. Чтобы не соперничать с братом, он помог Ма Чжунъину стать фактическим правителем Ганьсу.
В августе 1949 года войска Народно-освободительной армии Китая под командованием Пэн Дэхуая разбили силы братьев Ма и взяли Ланьчжоу. Ма Буфан бежал в Чунцин, а оттуда — в Гонконг. В октябре Чан Кайши приказал ему вернуться на Северо-запад и организовать там сопротивление коммунистам, но Ма Буфан предпочёл под видом хаджа бежать в Саудовскую Аравию, взяв с собой свыше 200 родственников и приверженцев.
В 1950 году Ма Буфан перебрался в Египет. После установления в 1957 году дипломатических отношений между Египтом и КНР Ма Буфан стал послом Китайской Республики в Саудовской Аравии. Он пробыл на этом посту четыре года, не возвращаясь на Тайвань. В 1961 году вокруг Ма Буфана разразился скандал: выяснилось, что он заставил свою племянницу стать своей наложницей. Он был смещён с поста посла и, чтобы избежать наказания, принял саудовское гражданство. Ма Буфан оставался в Саудовской Аравии до самой смерти в 1975 году.
Несмотря на наличие множества наложниц, у Ма Буфана был всего один сын — Ма Цзиюань, служивший командиром дивизии в его армии.
После бегства Ма Буфана из Китая, некоторые из его бывших солдат, отпущенных по домам победившей Красной Армией, в особенности саларской национальности, ещё несколько лет продолжали вести партизанскую войну против коммунистов в цинхайско-ганьсуйском пограничье. Рассказывают, что когда один из его стойких приверженцев, Хань Иму (Han Yimu) поднял восстание в цинхайском уезде Сюньхуа в 1958 году (одновременно с восстанием в Тибете против китайцев), он говорил своим бойцам: «Сегодня Сюньхуа, завтра Ланьчжоу, послезавтра Пекин!» Говорят, что когда восстание было подавлено, и Хань Иму свезли в Пекин на суд и казнь, он понял, что недооценил силы противостоящей стороны, и заметил: «у них в Китае больше народу, чем в Цинхае яков!»
Умер 31 июля 1975 года от болезни.

## Отражения в культуре
- Представлен в игре Hearts of Iron IV лидером фракции Сибэй Сань Ма, и играбельным генералом.